# Лудій
Лудій (лат. Ludius I ст. н. е.) — давньоримський живописець. В інших джерелах позначений як Студій.

## Життя і творчість
Відомий за згадками Вітрувія і Плінія Старшого. Працював у часи правління імператора Августа. Пліній вважав, що Лудій винайшов жанр реалістичного пейзажу: зображував гавані, миси, морське узбережжя, річки, фонтани, протоки, гаї, гори, велику рогату худобу і пастухи, хоча. Втім на думку сучасних фахівців, Лудій швидше за все, вдосконалив цей жанр. 
У роботі використовував майже імпресіоністські прийоми накладання фарби і пастельні тони. Зумів зробити зображення реалістичними завдяки застосуванню силуету. Лудій за допомогою маленьких персонажів-силуетів, що крокували шляхом, їхали на віслюках або у візку (asellis aut vehiculis), переходили пагорби і річки створював побутові сценки. 
Можливо, саме він намалював чудові краєвиди, знайдені в римській віллі Фарнезіна. Також йому приписуються розпис фресками німфеумі на віллі Лівії.